# José Güemes
José de Güemes Montero y Goyechea y la Corte, (Salta, octubre de 1803 - diciembre de 1840) fue un militar y político argentino, hermano del general Martín Miguel de Güemes, que participó en la guerra gaucha y dirigió una breve revolución en la provincia de Salta, ejerciendo su gobierno durante dos meses.

## Biografía

Escudo de la Familia Güemes.

Hermano menor del después general Güemes, ingresó en el Ejército del Norte como ayudante del general Manuel Belgrano a los diez años, durante la batalla de Salta. Prestó servicios en la guerra gaucha como oficial en repetidos enfrentamientos, pero sobre todo como correo y emisario de su hermano ante los oficiales subalternos, que debían actuar separados, aunque unidos por la coordinación del caudillo. En 1820 se distinguió en la defensa de la ciudad de Salta, siendo ascendido a teniente coronel: tenía 17 años, pero era el hermano del gobernador.
Tras la muerte del caudillo, se dedicó a hacer política en el ejército, aliado del gobernador José Ignacio Gorriti. Participó en la revolución de 1827 contra el gobernador Juan Antonio Álvarez de Arenales, y en la campaña de Gorriti a Catamarca y La Rioja en 1830. Fue nombrado comandante de Tilcara, en la Quebrada de Humahuaca.
Al caer derrotada en la batalla de La Ciudadela la Liga del Interior, dirigió una sublevación de la provincia de Jujuy contra el gobernador Rudecindo Alvarado, forzando su renuncia. Ocupó el mando provisoriamente Francisco de Gurruchaga, para ocuparlo después el general oriental Pablo Alemán. Pocos días más tarde, Güemes lo sorprendió en Salta y lo obligó a renunciar; ocupó el cargo de gobernador y se rodeó de los amigos de los Gorriti, que ya habían huido a Bolivia.
De todos estos personajes, el único que tenía poder militar para hacerse respetar era el coronel Pablo Latorre, que había luchado una larga guerra de montoneras en la frontera oriental de su provincia, con el apoyo del caudillo santiagueño Juan Felipe Ibarra. En febrero de 1832, Latorre atacó la ciudad de Salta, derrotando a Güemes en Cerrillos. Su gobierno había durado dos meses, más que los de sus dos antecesores juntos.
Emigró a Bolivia ese mismo año, y participó en una serie de conjuras de los unitarios en el destierro. Cansado de intrigas, después del asesinato de Latorre, regresó pacíficamente – y enfermo – a Salta.
Falleció en Salta en diciembre de 1840.